# Jean de Lesser
Jean Constantin de Lesser (Warschau, 13 juli 1850 - 11 april 1930) was een Pools-Belgisch edelman.

## Geschiedenis
In 1876 verleende hertog Bernhard II van Saksen-Meiningen de titel baron, overdraagbaar op alle afstammelingen, aan Stanislas Lesser, consul van Peru, bankier in Warschau, deken van de Beurs en raadgever bij de Koninklijke Poolse bank, die getrouwd was met Emilie Hirschendorff. In de daaropvolgende maanden werd de titel erkend door tsaar Alexander II van Rusland, door de koning van Saksen Frederik August en door de koning en later keizer van Pruisen Wilhelm I. 

## Jean de Lesser
Jean Constantin de Lesser, jongere zoon van Stanislas (hierboven), trouwde in 1881 in Warschau met Sophie Freund (1859-1934). Na studies in Dresden was hij zeventien toen hij in 1868 in Brussel kwam wonen. Hij werd bediende bij de boekhandel Muckardt. In de beslissing tot naturalisatie die door de Senaat werd genomen, werd aangemerkt dat hij welstellend was en een goede reputatie had. In 1877 werd hij tot Belg genaturaliseerd en nog hetzelfde jaar werd hij opgenomen in de Belgische erfelijke adel. Het echtpaar kreeg vijf dochters, die de Poolse nationaliteit behielden.
Hun enige zoon, Thadeus de Lesser (°1893), behield de Belgische nationaliteit. Hij trouwde in 1935 in Warschau met Zofia Szyamska (1900-1944). Hij hertrouwde in 1950 in Sint-Jans-Molenbeek met Reine van Gindertaelen (°1889). Er is geen verder spoor van dit echtpaar teruggevonden en men mag aannemen dat deze familie wat betreft de Belgische adel uitgedoofd is.